# Premios Urogallo
El Centro Asturiano de Madrid convoca desde el año 1986 los Premios Urugallo de Bronce con el objeto de reconocer la figura de asturianos que destacan en su trabajo en diversas labores sociales y culturales. Entre las categorías están artesanía, baile, tonada, corales, gaita, gastronomía, personaje popular, lengua asturiana, defensa de la naturaleza, deporte y otros especiales. 
En la categoría de lengua asturiana se entregaron a las siguientes personas:

## Premio Urogallo categoría de lengua asturiana
- 1986 Mª Josefa Canellada
- 1987 Xosé Lluis García Arias
- 1988 Jesús Neira
- 1989 Llorienzu Novo Mier
- 1990 Xosé Álvarez
- 1991 Luis Aurelio Álvarez
- 1992 Julián Burgos
- 1993 Florina Alías
- 1994 Roberto González-Quevedo
- 1995 Lluis Xabel Álvarez “Texuca”
- 1996 Ediciones Trabe
- 1997 Albino Suárez
- 1998 Mánfer de la Llera
- 1999 Ramón d’Andrés
- 2000 Nené Losada Rico
- 2001 Academia de la Llingua Asturiana
- 2002 Dolores Sánchez “La Galana”
- 2003 Ana María Cano González
- 2004 Pablo Xuan Manzano Rodríguez
- 2005 Milio’l del Nido
- 2006 Mª Esther García López
- 2007 Berta Piñán
- 2008 Xuan Bello
- 2009 Mariluz Pontón y José Sariego
- 2010 Miguel Solís Santos
- 2011 Próspero Morán López
- 2012 Inaciu Galán y González
- 2013 Marisa López Diz
- 2014 Ana Vanessa Gutiérrez
- 2015 Pablo Súarez
- 2016 Humberto Gonzali
- 2017 Xuan Xosé Sánchez Vicente
- 2018 Carlos Alba “Cellero
- 2019 Xosé Antón González Riaño
- 2020 [No se celebraron por causa del Covid-19]
- 2021 Xulio Viejo

- 2022 Aurelio González Ovies

- 2023 Adolfo Camilo Díaz

- 2024 Xosé Manuel Fernández Pérez

- Datos: Q6389711